# Gran Fondo 1912 (ciclismo)
La Gran Fondo-La Seicento 1912, quinta edizione della corsa, si svolse fra il 7 e l'8 settembre 1912 su un percorso di 600 km. La vittoria fu appannaggio dell'italiano Luigi Ganna, che completò il percorso in 22h35'30", il quale precedette i connazionali Carlo Galetti e Giovanni Cervi.
I corridori che partirono da Milano furono 32 mentre coloro che tagliarono il medesimo traguardo furono 13 (tutti italiani).

## Ordine d'arrivo (Top 10)
| Pos. | Corridore          | Squadra        | Tempo      |
| ---- | ------------------ | -------------- | ---------- |
| 1    | Luigi Ganna        | Atala-Dunlop   | 22h35'30"  |
| 2    | Carlo Galetti      | Atala-Dunlop   | s.t.       |
| 3    | Giovanni Cervi     | Gerbi          | a 15'00"   |
| 4    | Dario Beni         | Bianchi        | a 20'40"   |
| 5    | Eberardo Pavesi    | Bianchi        | a 48'00"   |
| 6    | Gaetano Caravaglia | -              | a 56'31"   |
| 7    | Giuseppe Santhià   | Bianchi        | s.t.       |
| 8    | Emilio Chironi     | Stucchi        | a 1h05'43" |
| 9    | Camillo Bertarelli | Bianchi        | a 3h08'17" |
| 10   | Enrico Sala        | Peugeot-Wolber | a 3h11'30" |